# Norouz
Cette page contient des caractères spéciaux ou non latins. S’ils s’affichent mal (▯, ?, etc.), consultez la page d’aide Unicode.
Norouz (en persan: نوروز nowruz) est la fête traditionnelle des peuples iraniens qui célèbrent le nouvel an du calendrier persan (premier jour du printemps). La fête est célébrée par certaines communautés le 21 mars et par d'autres le jour de l'équinoxe vernal, dont la date varie entre le 19 et le 22 mars.
L'origine du Norouz se situe dans l'Iran ancien.

Norouz a des origines iraniennes et zoroastriennes ; cependant, depuis plus de 3 000 ans, cette fête est célébrée par diverses communautés en Asie de l'Ouest, Asie centrale, Caucase, bassin de la mer Noire, Balkans et Asie du sud,,,. C'est une fête culturelle et religieuse (voir Zoroastrianisme et Bahaïsme).
En français, Norouz est également appelé Nouvel An iranien ou Nouvel An persan,. Le Norouz est inscrit à l'inventaire du patrimoine culturel immatériel en France en 2019.

## Nom de la fête
Le mot vient de l'avestique nava, « nouveau » + rəzaŋh, « jour »/« lumière du jour » (« nouveau jour »/« nouvelle lumière »), et qui a toujours le même sens en persan (no, « nouveau » + ruz ou rouz, « jour », signifiant « nouveau jour »)

## Variantes communément rencontrées
Norouz est célébré depuis au moins 3 000 ans et est profondément enraciné parmi les rituels et les traditions du zoroastrisme. Aujourd'hui, la fête de Norouz est célébrée dans de nombreux pays qui ont été des territoires ou qui ont été influencés par l'Empire perse : en dehors de l'Iran, on peut citer le Kurdistan, l'Afghanistan, des parties du Moyen-Orient aussi bien que dans les ex-républiques soviétiques du Tadjikistan, de l'Ouzbékistan, du Turkménistan, de l'Azerbaïdjan, du Kazakhstan et du Kirghizistan, pays dans lesquels la fête est appelée Navrouz. La fête est aussi célébrée par les Parsis zoroastriens et les hindous de la vallée du Cachemire qui appellent la fête Navreh en Inde ou les Salars, dans la province de Qinghai, en Chine.
Dans la plupart des pays, on accompagne la fête par un Norouz Mubarak (mubarak : félicitations). Au Kurdistan, on dit Newroz pîroz be.
Les suivants de la variante Fasli du calendrier zoroastrien célèbrent aussi Norouz comme le premier jour de l'année nouvelle. D'autres variantes du calendrier zoroastrien célèbrent deux fois Norouz, une fois en tant que Jamshedi Navroz, le 21 mars en tant que début du printemps, et un second Norouz a lieu, en juillet/aout (voir : calendrier zoroastrien), en tant que veille de l'année nouvelle ou jour de l'an. Que ce second Norouz soit célébré en tant que dernier jour de l'année (contrairement à ce qu'on pourrait penser d'un terme qui signifie « nouveau jour ») pourrait être dû au fait que dans la Perse antique le jour commençait au coucher du soleil, alors qu'ultérieurement, les Perses pensaient que le jour commençait au lever du soleil.
Le bahaïsme, une religion qui trouve ses origines en Iran, célèbre aussi ce jour (son nom est alors écrit Naw-Rúz dans les langues à alphabet latin selon la translittération baha'ie) en tant que fête religieuse marquant non seulement la nouvelle année selon le calendrier bahá'í, mais aussi la fin de leur jeûne de 19 jours. Les bahá'ís persans suivent toujours les coutumes iraniennes associées avec le Norouz, mais les bahá'ís du monde entier fêtent ce jour, en suivant plus ou moins leurs coutumes locales. Naw Rúz, d'après leurs écritures, tombant le jour de l'équinoxe vernal, depuis le 10 juillet 2014 Téhéran est défini comme point de référence du globe terrestre pour définir ce jour,. Les bahá'ís doivent ce jour-là suspendre leur travail ainsi que tout travail scolaire.
Dans les républiques ex-soviétiques d'Asie centrale, Norouz, le 21 ou 22 mars, est communément considéré comme le « nouvel an des musulmans » (entendre des ethnies de religion musulmane) et donne lieu à des festivités tant religieuses que profanes.
Alors que le calendrier persan est très précis concernant le moment astronomique auquel la nouvelle année commence, la période de 24 heures pendant laquelle l'année astronomique commence est considérée comme Norouz.

## Histoire

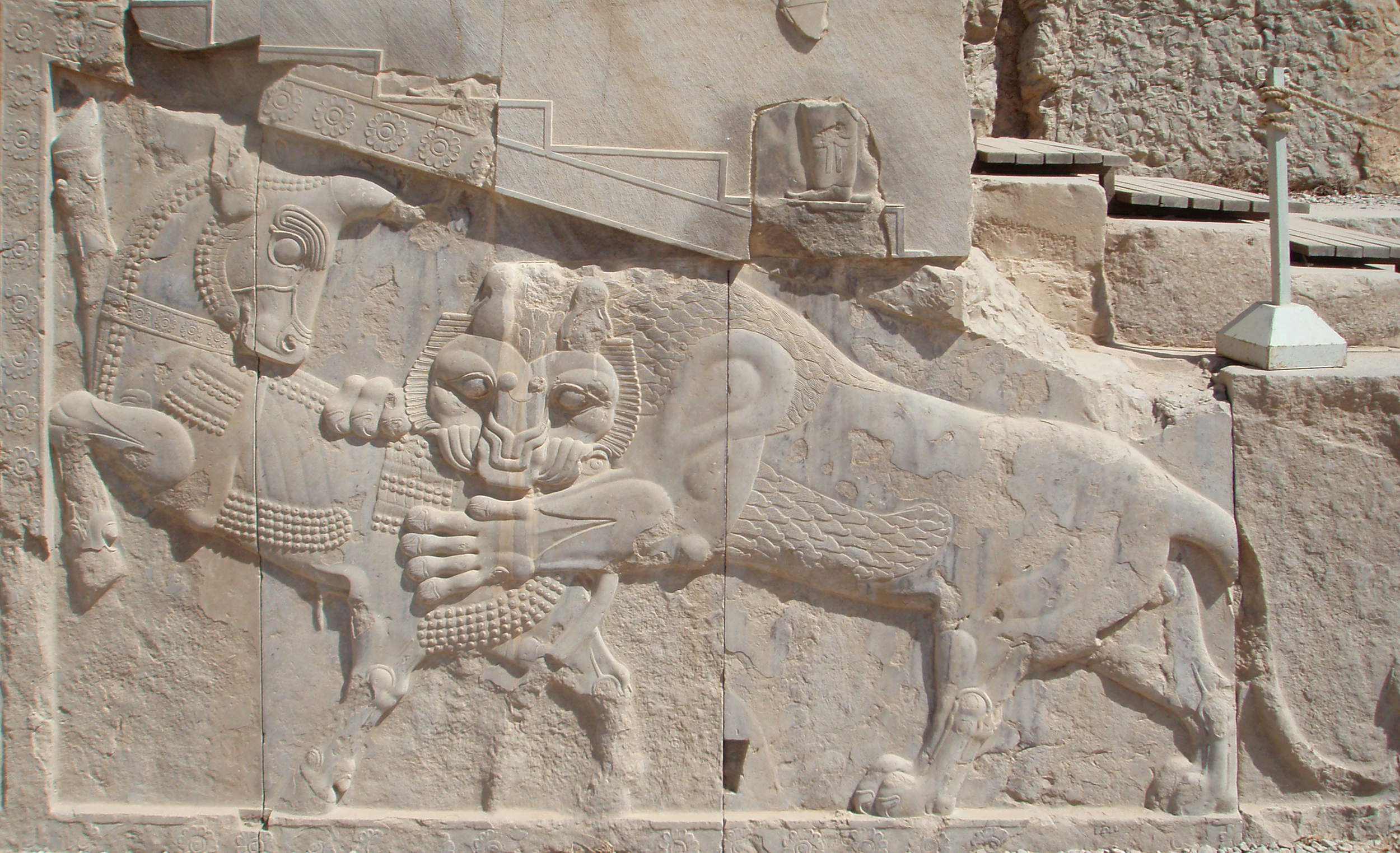
Le Symbole de Norouz à Persépolis, la capitale de l’empire perse achéménide.

Le terme Norouz est apparu pour la première fois dans les documents de l'Empire perse au IIe siècle avant notre ère, mais il y a des raisons de croire que la célébration est beaucoup plus ancienne, et qu'elle était déjà probablement un jour important pendant la dynastie achéménide (vers 648 av. J.-C. - 330 av. J.-C.). Il a été suggéré que dans le célèbre complexe palatial de Persépolis, ou qu'au moins le palais de l'Apadana et « Palais aux cent colonnes » avaient été construits afin d'être utilisés spécialement pendant les célébrations de Norouz. Cependant, aucune mention du terme Norouz n'existe dans les inscriptions achéménides.
Les plus anciennes mentions de Norouz remontent à l'époque parthe/arsacide (247 av. J.-C. - 224 ap. J.-C.). Il y a des références spécifiques à la célébration de Norouz pendant le règne de Vologèse Ier (51-78 av. J.-C.), mais les détails ne sont pas cités.
Norouz est initialement une fête printanière célébrée en l'honneur de Rapithwin, génie de midi et de la belle saison, et qui marque le début de l'année. Elle commençait par la célébration du premier sacrifice et annonçait le triomphe final de la Vérité (frašegird) et du Feu, Ãtar. La fête est célébrée par les prêtres des feux Wahrām.

Des détails substantiels sur la célébration de Norouz apparaissent après l'accession au trône d'Ardachîr Ier, fondateur de la dynastie sassanide (224 - 650 de notre ère). Sous les rois sassanides, Norouz était célébré comme le jour le plus important de l'année. La plupart des traditions royales de Norouz comme les audiences royales en public, les cadeaux et le pardon des prisonniers ont été établies pendant l'époque sassanide et sont restées telles quelles jusqu'à l'époque moderne.
Norouz, de même que Sadeh (qui est célébré au milieu de l'hiver), a survécu dans la société après l'introduction de l'islam en 650 apr. J-C. D'autres célébrations comme Gāhanbār et Mehregan (en) ont été mises de côté ou ont seulement continué à être suivies par les zoroastriens, qui les ont emmenées jusqu'en Inde. Norouz, cependant, était une fête très célébrée, même par ceux qui ont adopté l'islam très tôt. Le jour était férié pendant la période abbasside.
Après la chute du califat et la réémergence de dynasties perses, tels les Samanides et les Bouyides, Norouz a été élevé à un niveau encore plus important : les Bouyides ont fait revivre les anciennes traditions de l'époque sassanide et ont restauré d'autres célébrations de moindre importance qui avaient été éliminées par le califat. 
Même les envahisseurs ottomans et mongols n'ont pas tenté d'abolir Norouz au profit d'une autre célébration. Norouz est donc resté la principale fête des Iraniens à la fois au niveau officiel et populaire. La dernière illustration remarquable de la stabilité de cette fête est à la suite de l'avènement de la République islamique. Le nouveau régime d'obédience religieuse voyait d'un mauvais œil une célébration si grandiose et si populaire pour une fête dont l'origine n'était pas musulmane. Aucun effort n'est fait pour célébrer officiellement ce jour et un parallèle systématique est fait avec les martyrs de la révolution et de la guerre. Après deux décennies, la volonté populaire a donné raison à l'Histoire. Norouz est de nouveau célébré en Iran encore plus fastueusement que par le passé et de grands Haftsin (en) ont fait leur apparition ces dernières années à l'initiative de la mairie de Téhéran dans les grandes places de la ville.

## Norouz dans l'Iran moderne

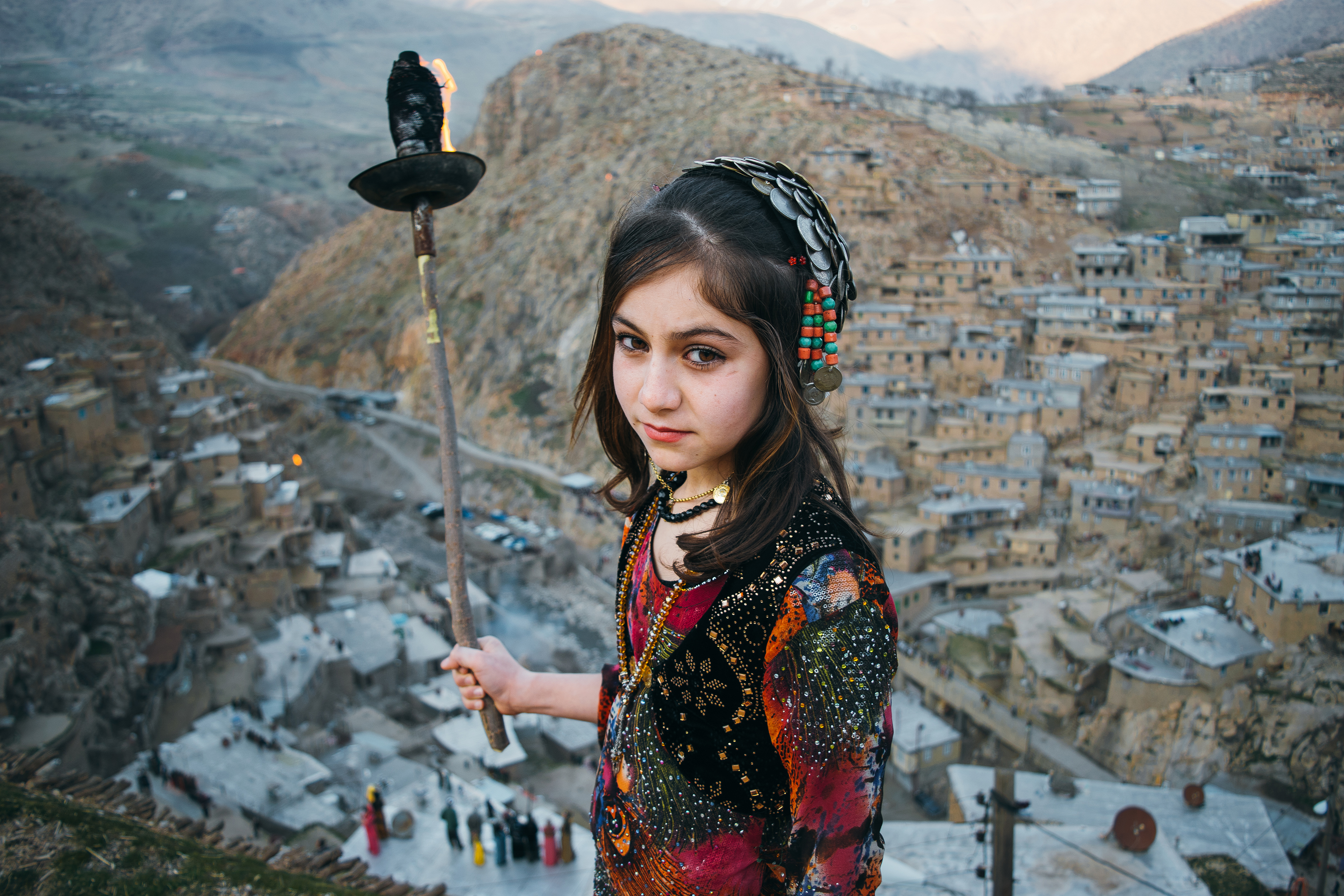
Une enfant célébrant le Norouz à Palangan, un village en Iran. Mars 2017.

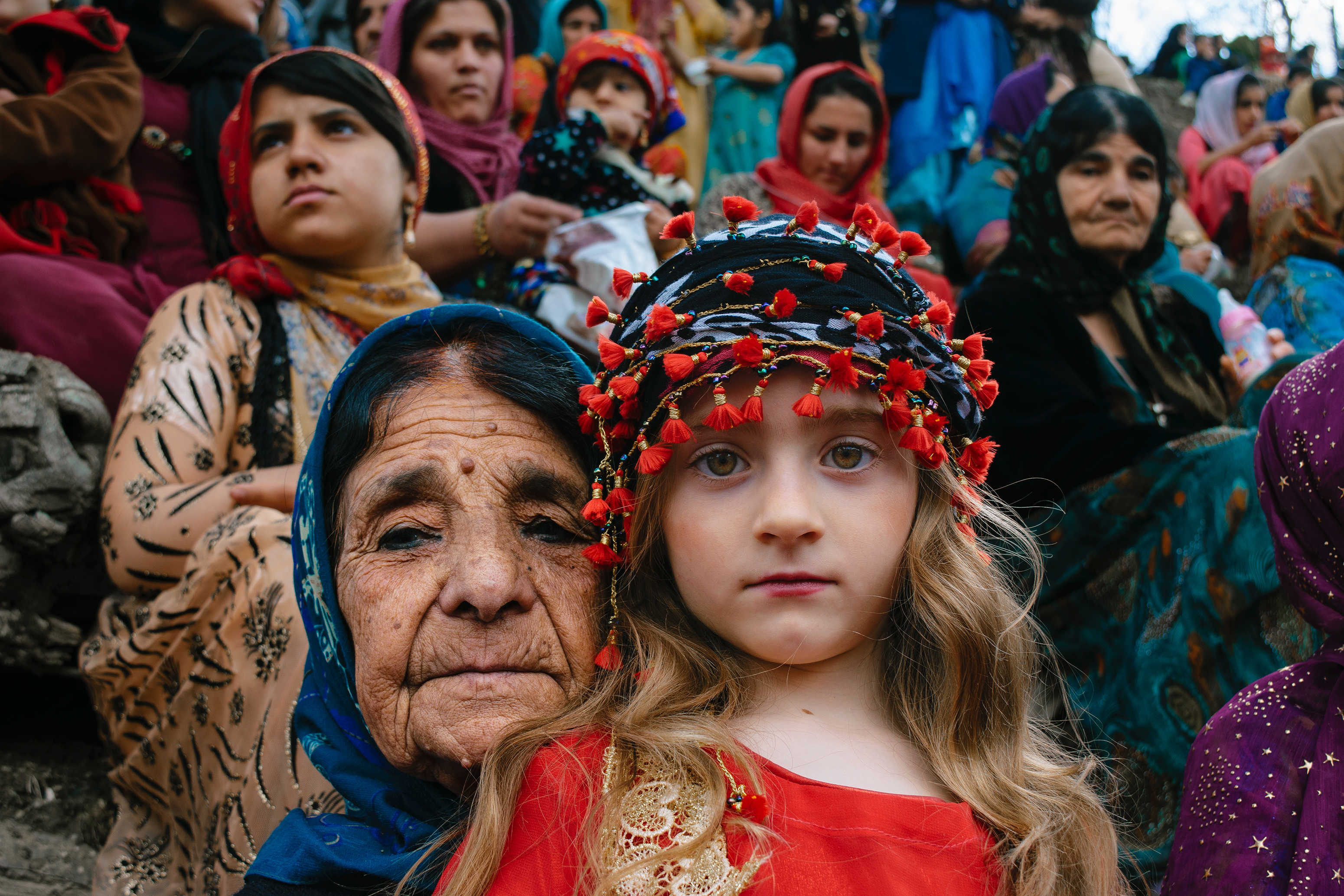
Une grand-mère et une petite fille à la fête de Norouz à Besaran, un village dans le Kurdistan iranien. Mars 2017.

En Iran, les préparations de Norouz commencent pendant Esfand, le dernier mois d'hiver dans le calendrier persan. Les Iraniens, les Afghans et d'autres groupes commencent à se préparer en faisant un grand « nettoyage de printemps » dans leurs maisons, s'achètent de nouveaux vêtements pour la nouvelle année et achètent des fleurs (la jacinthe véritable et la tulipe sont particulièrement populaires).

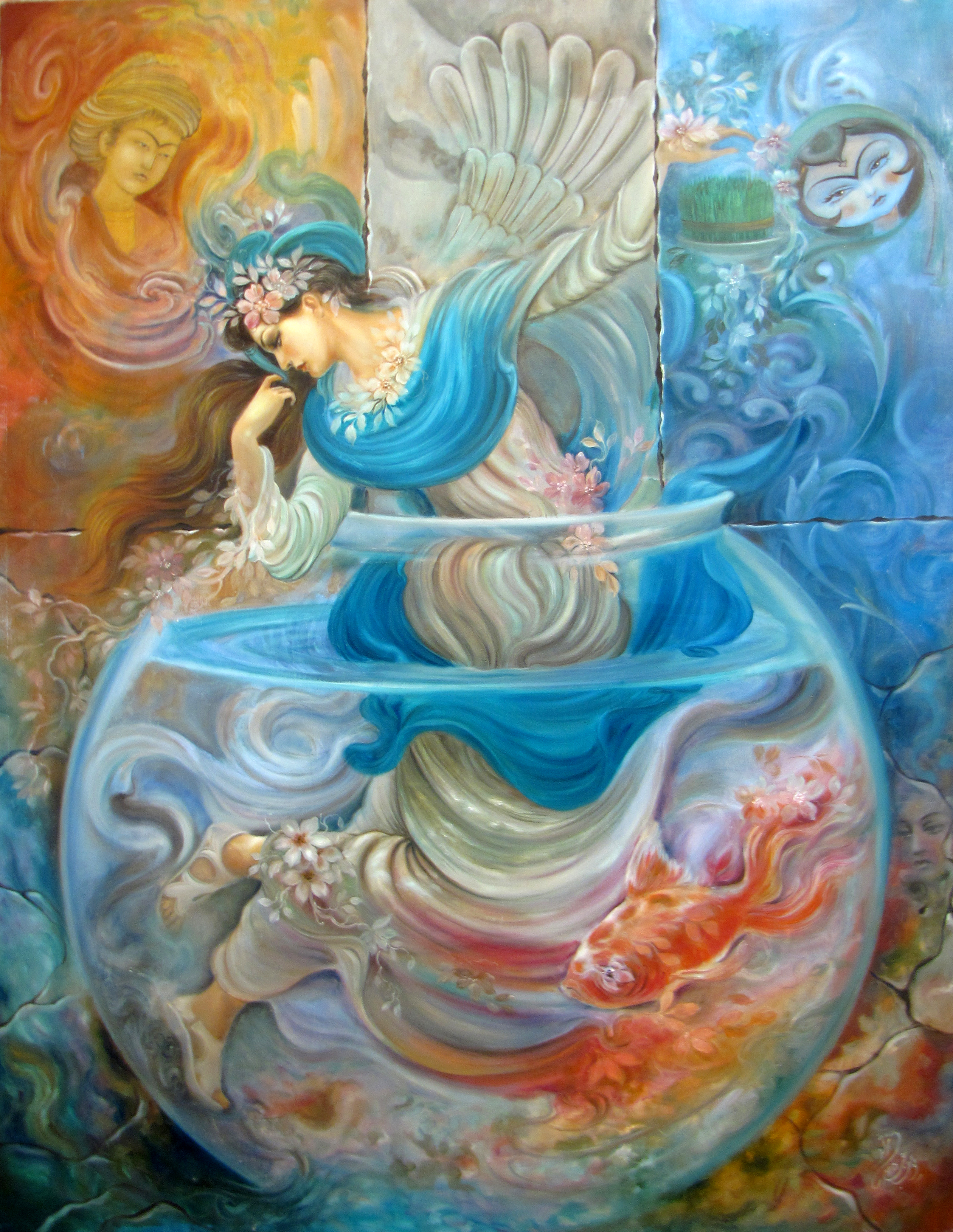
Norouz. Peintre : Yousef Abdinejad.

En association avec la renaissance de la nature, le nettoyage de printemps est la tradition nationale suivie par la plupart des ménages en Iran. Cela est aussi étendu aux effets personnels, et traditionnellement, tout le monde s'achète au moins une garde robe neuve. Le jour du nouvel an, les familles s'habillent avec leurs vêtements neufs et commencent alors les réjouissances de cette période, en allant rendre visite aux anciens, puis au reste de la famille et enfin aux amis. Le treizième jour (sizdah bedar), les familles quittent leur maison et vont pique-niquer à l'extérieur.
Pendant les vacances de Norouz, on attend de tous qu'ils se rendent visite (principalement limitées à la famille, aux amis et aux voisins) sous forme de courtes visites à la maison, qui sont généralement suivies de réciprocité. Typiquement, le premier jour de l'année, les membres de la famille se retrouvent à table, sur laquelle sont posés les Haft-sin (ou disposés à proximité) et attendent le moment exact de la nouvelle année. À ce moment-là, des cadeaux sont échangés. Plus tard dans la journée, les jeunes rendent visite aux plus âgés. Les visites doivent être assez courtes pour permettre de voir tous les gens à qui l'on a prévu de rendre visite. Ces visites durent généralement une demi-heure, pendant laquelle on rencontre généralement de la famille et des amis qui sont eux aussi en train de faire la tournée de la famille. À cause de ces visites, il faut s'assurer d'avoir assez de pâtisseries, gâteaux, fruits frais et secs sous la main, puisque ces derniers sont généralement distribués aux visiteurs en même temps qu'un thé ou un sirop. Beaucoup d'Iraniens organisent ce jour de grandes fêtes rassemblant tout le monde pour pouvoir réunir les convives qui viennent de loin.
En France, la communauté iranienne organise chaque année la célébration de Nowrouz dans différentes villes françaises. Généralement les associations franco-iraniennes prennent l'initiative d'organiser cette cérémonie. À Paris, depuis 2018 une association française loi de 1901, appelé le Centre Franco-Iranien prend l'initiative inédite d'organiser la fête de Nowrouz en commun avec l'association des Afghans de Paris. En 2019, la cérémonie qui a été organisée à la Mairie du 4e, rassemblant près de 500 personnes, a été marquée par la participation des artistes afghans, français, indiens et iraniens.

### Tchaharchanbé-Souri

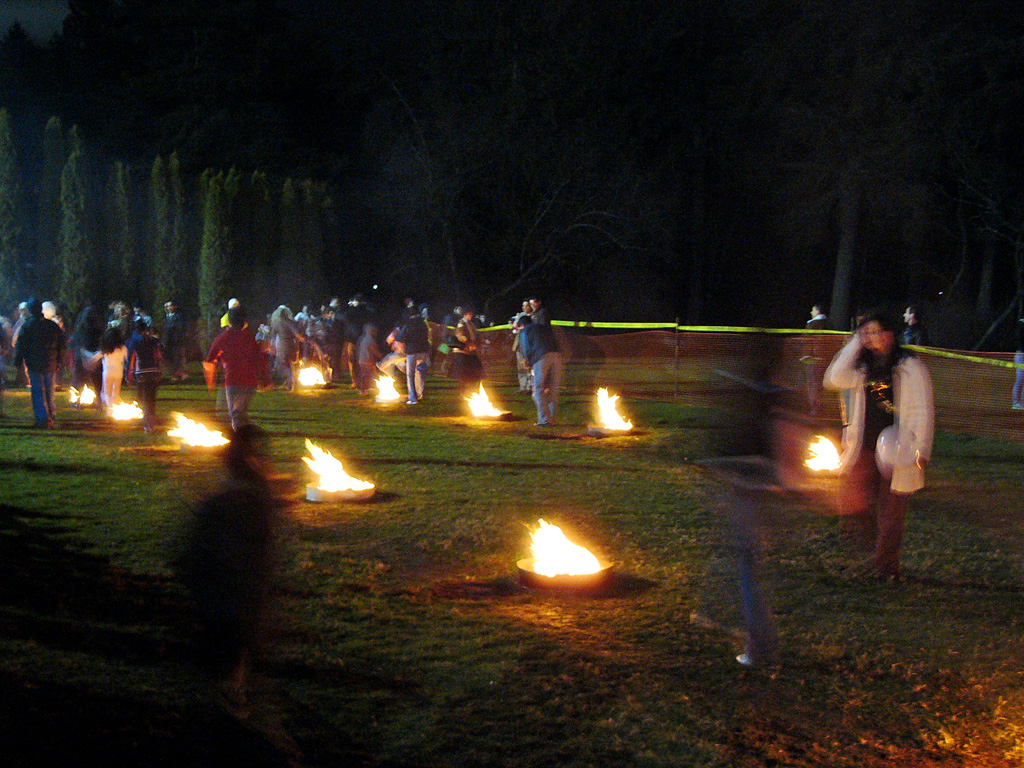
Un jeune homme célébrant Tchaharchanbé-Souri en sautant par-dessus un feu de joie à Vancouver en 2008.

Le dernier mardi soir de l'année est célébré par les Iraniens sous le nom de Tchaharchanbé-Souri (en persan : چهارشنبه‌سوری), moment où tout le monde sort dans la rue, fait des feux et saute par-dessus en criant « Zardi-yé man az to ; sorkhi-yé to az man » (en persan : زردی من از تو، سرخی تو از من) qui signifie littéralement : « ma [couleur] jaune pour toi, ta [couleur] rouge pour moi » (le rouge est la couleur du feu), c'est-à-dire, figurativement, « je te donne ma pâleur — ou ma maladie —, je prends ta force — ta santé ».
Offrir des pâtisseries connues sous le nom de Ajile Moshkel Gosha est la façon de remercier pour la santé et le bonheur de l'année passée, tout en échangeant toute pâleur et tout mal restant pour la chaleur et les vibrations du feu.
D'après la tradition, les esprits des ancêtres rendent visite aux vivants les derniers jours de l'année, et beaucoup d'enfants s'entourent de draps, rejouant ainsi symboliquement les visites des morts. Ils courent aussi dans les rues en tapant sur des boîtes et des casseroles et frappent aux portes pour jouer des tours aux gens. Ce rituel est appelé qashogh-zany (battage de cuillers) et symbolise le fait de chasser le dernier mardi de malchance de l'année.
La tradition veut également que l'on saute dans l'eau le mercredi matin aux premiers rayons de soleil.
Il y a plusieurs autres traditions cette nuit-là, dont les rituels de Kouzéh Chékastan, pendant lequel on casse des jarres en terre qui contiennent symboliquement la mauvaise fortune de quelqu'un, Fâl-gouch ou l'art de la divination en écoutant les conversations des passants et le rituel de Géréh-gochâyi, faire un nœud dans un mouchoir ou un tissu et demander au premier passant de le défaire afin d'éloigner la malchance de quelqu'un.

### LesHaft Sîn

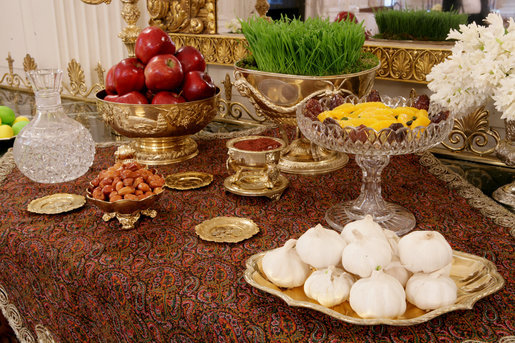
Haft-Sin, Maison-Blanche, Washington DC, 2008.

La tradition principale de Norouz est la mise en place des Haft Sîn (هفت سین, les sept 'S'), sept objets dont le nom commence par la lettre S ou sîn (س) de l'alphabet persan, qui sont sept objets spécifiques disposés sur une table correspondant aux sept créations et aux sept immortels les protégeant. Aujourd'hui, ils ont été un peu modifiés mais le symbolisme demeure. Chaque famille essaie de garnir sa table des Haft Sîn le plus joliment possible, puisque le sens spirituel est aussi important que la façon dont ils sont disposés afin que les visiteurs voient cette disposition comme une réflexion de leurs goûts.
La liste suivante est un exemple des objets servant à faire les Haft Sîn, bien qu'il n'y ait pas de consensus permettant de dire lesquels sont les sept concernés :
- sabzeh - germes de blé, orge ou lentille, qui ont poussé dans un plat pendant au moins une dizaine de jours (symbolisant la renaissance)
- samanou - une pâte très sucrée fait de blé germé (symbolisant l'abondance)
- senjed - le fruit séché du jujubier ou plutôt de l'Eleagnus angustifolia, "Olivier de Bohême"(symbolisant l'amour)
- sîr - ail (médecine)
- sîb - pommes (beauté et bonne santé)
- somaq - baies de sumac (la couleur du lever du soleil et santé)
- serkeh - vinaigre (l'âge et la patience)
- sonbol - l'odorante fleur de jacinthe (l'arrivée du printemps)
- sekkeh - pièces (prospérité et santé)

Les autres objets sur la table peuvent inclure les suivants :
- pâtisseries ;
- bougies allumées (bonheur) ;
- un miroir ;
- des œufs peints, peut-être un pour chaque membre de la famille (fertilité) ;
- un bol avec deux (ou plus) poissons rouges (vie) ;
- un bol d'eau contenant une orange amère (la terre flottant dans l'espace) ;
- eau de rose pour ses pouvoirs magiques nettoyants ;
- les couleurs nationales, pour la touche de patriotisme ;
- un livre sacré (par exemple l'Avesta, le Coran) ou encore un livre de poésie (presque toujours le Shâh Nâmâ ou le divân d'Hafez ou Gathas).

### Haji Firûz

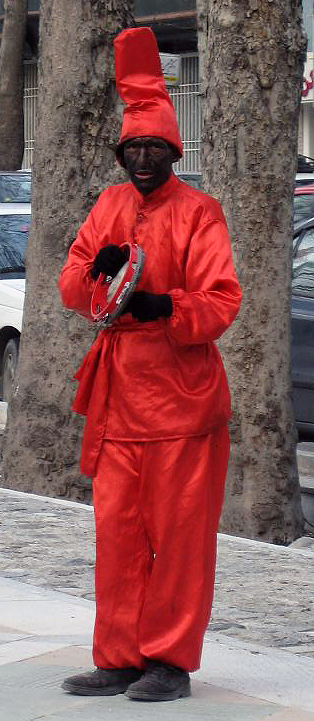
Haji Firûz, Téhéran, 2008.

Le traditionnel porteur des couleurs de Norouz est un personnage appelé Haji Pirûz, ou Hadji Firuz. Il symbolise la renaissance du dieu du sacrifice sumérien, Dumuzi (Dumuzi, qui a donné son nom au mois hébreu de Tammouz), qui était tué à la fin de chaque année et renaissait pour le début de l'année nouvelle. Portant du maquillage noir et un costume rouge, Haji Firûz chante et danse dans les rues avec tambourin et trompettes en distribuant ses bons vœux pour l'arrivée de la nouvelle année.

### Repas traditionnel
- Sabzi polo mahi : le repas traditionnel de la nouvelle année est appelé Sabzi polo mahi, du riz cuit avec des fines herbes et servi avec du poisson. Les fines herbes traditionnelles sont le persil, la coriandre, de l'aneth, de la ciboulette et du fenugrec.
- Reshteh polo : du riz cuit avec des nouilles, dont on dit qu'il aide symboliquement à réussir dans la vie.
- Ash-e reshteh : un potage avec des épinards, des herbes, des haricots rouges avec des nouilles épaisses semblables à des spaghettis, accompagné d'oignons, d'ail frits, de menthe séchée frite et de kashk (un laitage à base de lait caillé). Ce plat symbolise la réussite dans le travail.

### Sizdah Bedar

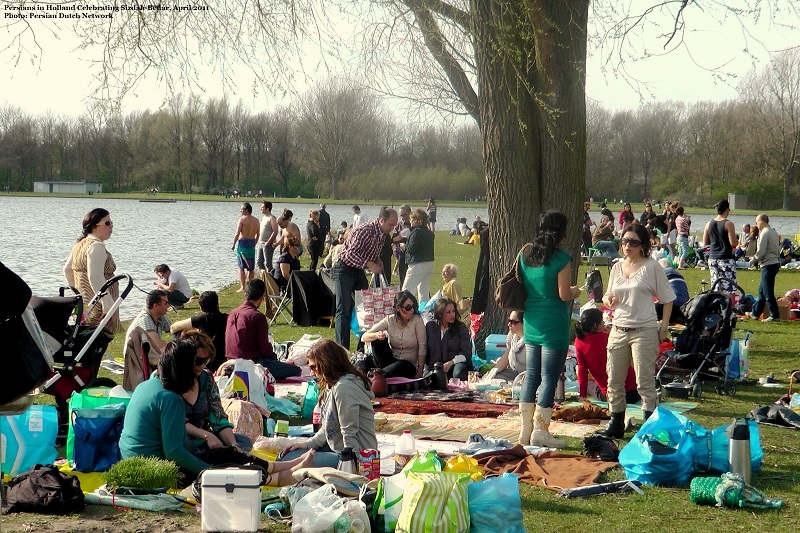
Sizdah bedar est une fête traditionnelle persane fêtée treize jours après Norouz.

Le treizième jour des fêtes du nouvel An est Sizdah Bedar (signifiant littéralement « treizième dehors »), qui est un jour festif célébré à l'air libre, souvent accompagné de musique et de danse. Cette journée est passée à pique-niquer en famille.
Les célébrations du treizième jour, Sîzdah Bedar, viennent de la croyance des anciens Perses que les 12 constellations du Zodiaque contrôlaient les mois de l'année, et que chacun régnait sur la Terre pour un millier d'années. À la fin de ce cycle, le ciel et la Terre sombraient dans le chaos. En conséquence, Norouz, dure 12 jours et le treizième représente le chaos, moment pendant lequel les familles mettent l'ordre de côté et évitent la malchance associée au nombre treize en allant dehors et en profitant d'un pique-nique et d'une fête.
À la fin des célébrations de cette journée, les sabzeh cultivées pour le Haft Sîn (qui a symboliquement recueilli toute la maladie et la malchance) sont jetées dans de l'eau courante pour exorciser les démons (divs) de la maisonnée. Il est aussi de coutume pour les jeunes femmes célibataires d'attacher les tiges des sabzeh avant de les jeter, exprimant ainsi le souhait d'être mariées avant le Sîzdah Bedar de l'année suivante.

## Célébration de la nouvelle année par les Kurdes

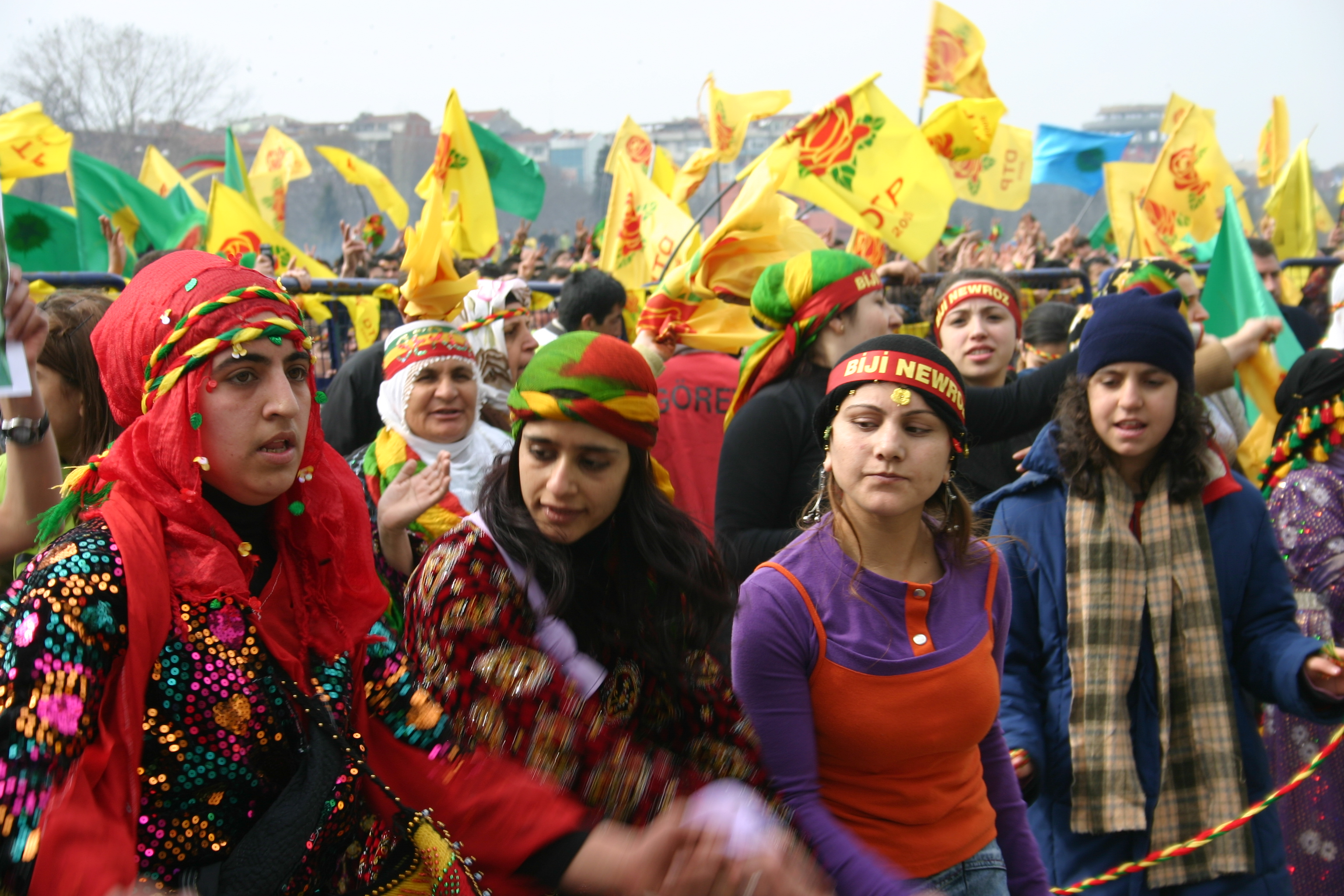
Les Kurdes célèbrent le Newroz durant la semaine du 21 mars et le considèrent comme la fête la plus importante de l'année.

Les Kurdes utilisent le terme Newroz. En kurde moderne, nouveau se dit 'new' et jour se dit 'ro'. Les Kurdes célèbrent le Newroz durant la semaine du 21 mars et le considèrent comme la fête la plus importante de l'année.
Le Norouz est également accompagné chez les Kurdes de la légende de Kawa le forgeron. « Affligé aux épaules de deux serpents, le roi Zohak faisait sacrifier tous les matins deux jeunes gens pour nourrir ses monstres de cervelle humaine. La légende raconte que trois chevaliers, déguisés en médecins, épargnèrent une victime sur deux en substituant sa cervelle par celle d'un mouton. Le survivant s'enfuyait dans les montagnes, et de ces milliers de fugitifs naquit le peuple kurde. À la fin du règne de Zohak, un forgeron nommé Kawa, dont seize fils avaient été sacrifiés, se révolta quand son dernier enfant fut capturé ». Selon la légende, Kawa se révolta le jour du Newroz. Ayant réussi à s'infiltrer dans le château de Zohak, Kawa le tua et libéra ainsi son peuple du joug de la tyrannie. Partout on alluma des feux et on dansa autour pour fêter la mort du tyran et célébrer l'exploit de Kawa. Depuis, chaque année, le jour du Newroz, les Kurdes allument des feux et dansent autour pour fêter la victoire de la liberté sur la tyrannie. Ils se rassemblent à l'extérieur des villes pour célébrer la venue du printemps ; les femmes et les hommes portent des vêtements verts, jaunes et rouges qu'ils considèrent comme les couleurs du peuple kurde.
Il existe plusieurs versions de la légende de Kawa selon les régions du Kurdistan, mais toutes font du Newroz le jour de la victoire de Kawa sur Zohak.
Avec cette forte connotation identitaire, les festivités du Norouz ont longtemps été interdites en Turquie. Ainsi, en mars 1992, d'après deux députés kurdes, 93 personnes sont tuées par l'armée de l'air turque lors des célébrations du Norouz. La Turquie a changé sa stratégie en tentant de récupérer le Norouz : rebaptisé « Nevruz » et présenté comme une fête turque, il a été légalisé à la fin des années 1990. Une nouvelle mythologie a même été inventée autour du « Nevruz». Mais cette récupération n'a pas eu les effets escomptés : les Turcs ont ignoré le « Nevruz » organisé sans conviction par les autorités turques tandis que la répression s'est poursuivie contre les célébrations kurdes.

## Le Norouz dans le monde turc
En Turquie, c'est une tradition et une fête officielles. Chez les Turcs, le Norouz signifie la première migration des nomades turcs de l'Ergenekon et le début du printemps. Les Turcs fêtent le Norouz chaque 21 mars. Régulièrement interdite, comme à Diyarbakır, cette fête a souvent vu des dirigeants kurdes s’exprimer dans leur langue maternelle à la tribune, provoquant la réaction brutale d'Ankara.
Le Norouz ou Nevruz en turc de Turquie, est une fête populaire de la Turquie jusqu'au Kazakhstan, en passant par l'Iran jusqu'à l'Ouzbékistan.
Au Kazakhstan, le nettoyage de printemps, les beaux vêtements et les échanges de nourriture avec les voisins sont de rigueur. Les Kazakhs sautent par-dessus le feu afin de se libérer des maladies et des problèmes sociaux afin de commencer une nouvelle année sur de bonnes bases.

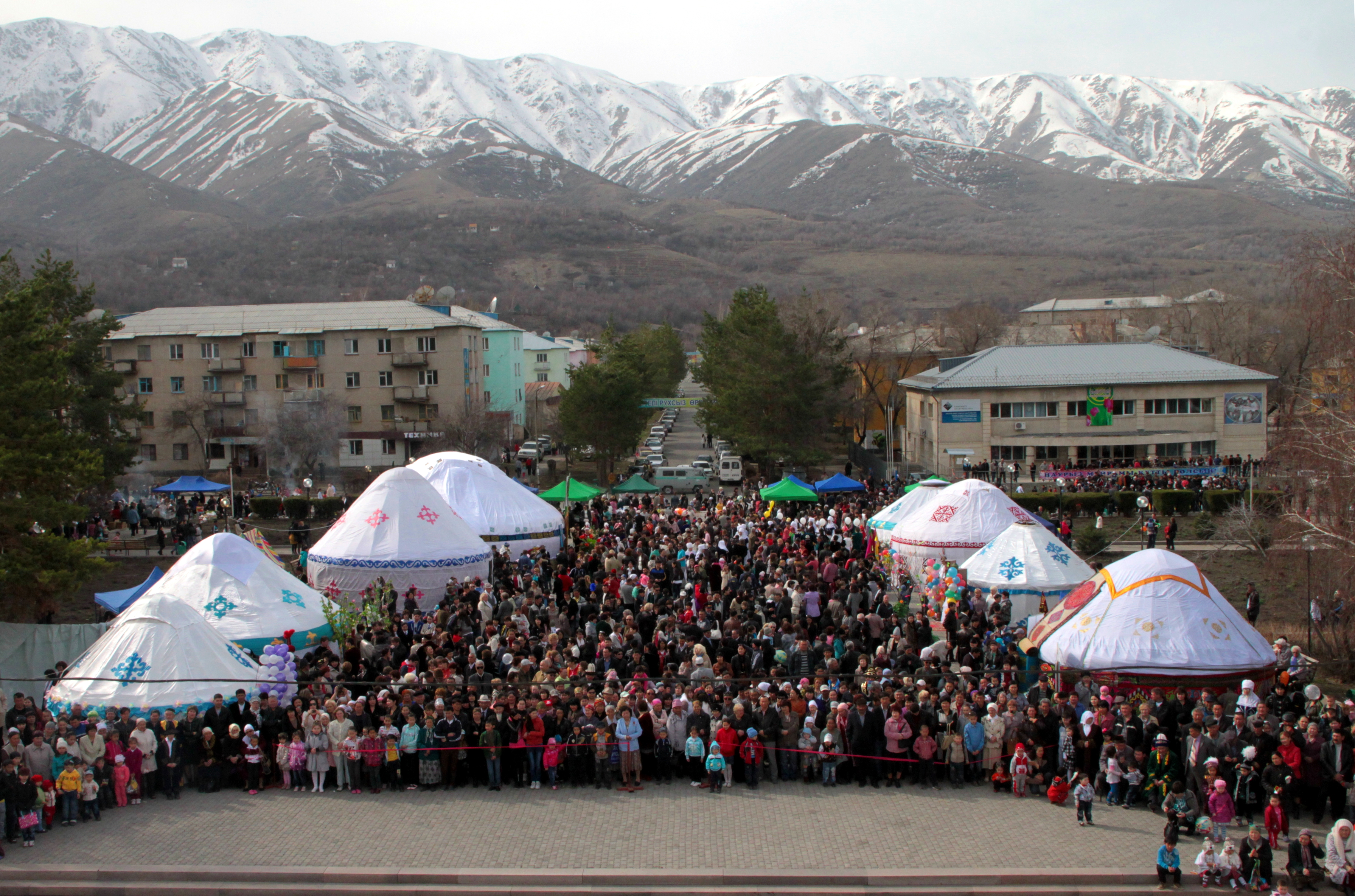
Norouz à Tekeli en 2013.

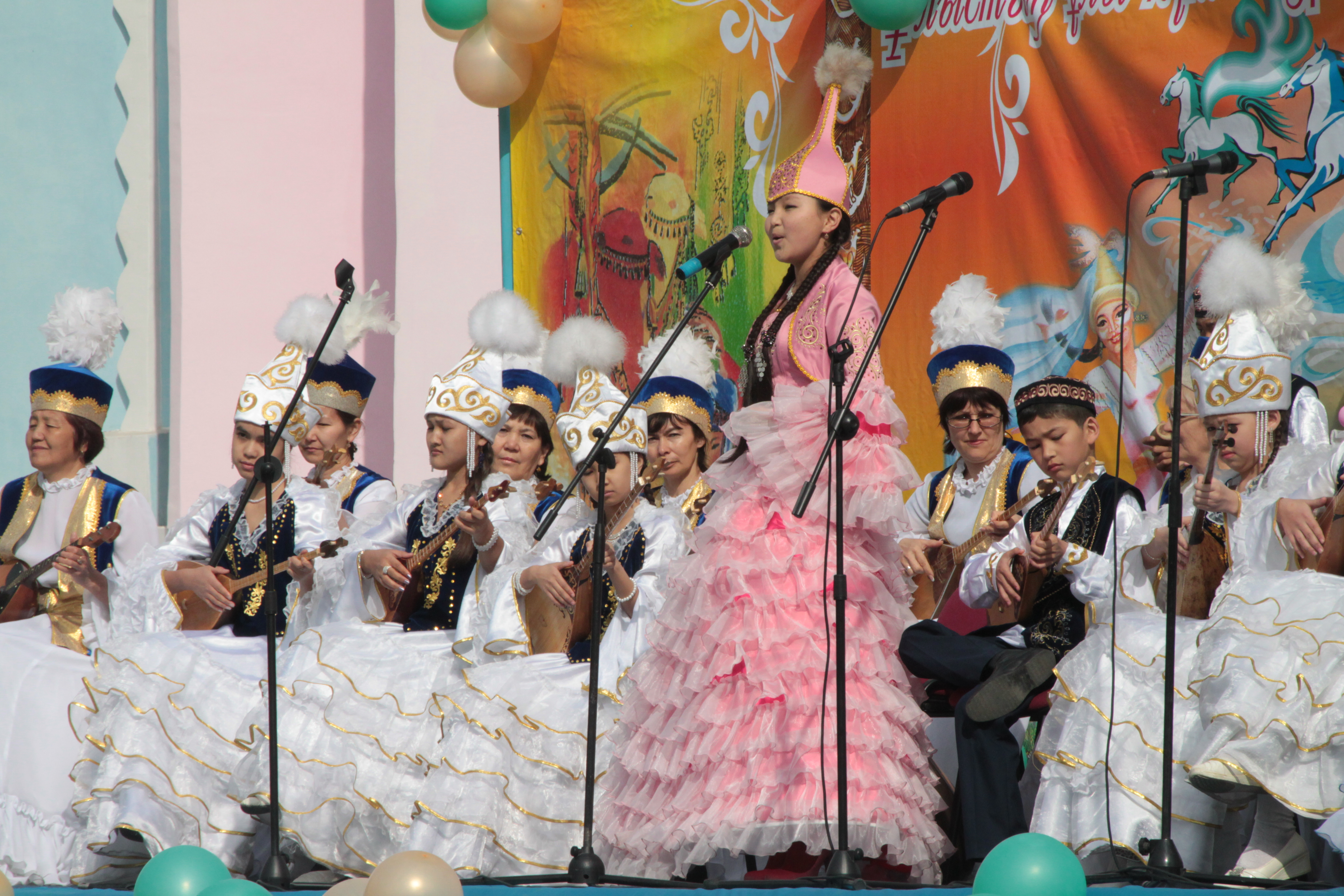
Costumes traditionnels kazakhs pendant la fête de Norouz.

En Ouzbékistan, carrousels, marchands ambulants et musiciens remplissent les rues du pays pendant toute une semaine. Des activités sportives et culturelles sont organisées : combats de coqs, lutte, courses de chevaux et bien d'autres.
En Azerbaïdjan, le Norouz se déroule du 21 au 23 mars. Les Azerbaïdjanais se rendent dans un premier temps dans des cimetières afin de prier pour leurs morts. Les plats traditionnels, cuisinés par les femmes sont offerts aux plus pauvres. Par ailleurs, la coutume du grand nettoyage se retrouve également. C’est aussi une fête pour les enfants, qui s’amusent à faire du porte-à-porte en chantant des chansons pour recevoir des œufs peints de toutes les couleurs.
En Turquie, la célébration du Norouz est plus complexe en raison du conflit avec les Kurdes. Selon le gouvernement turc, cette fête est originaire de la légende du loup gris, dont le peuple turc serait le descendant. Officiellement, le Norouz commémore le jour de délivrance où les Turcs quittèrent la plaine d’Ergenekon, dans laquelle ils avaient trouvé refuge lors d’invasions étrangères. Les 21 et 23 mars, les Turcs fêtent donc, à leur manière, le renouveau.
Pendant longtemps, cette fête était célébrée uniquement par la population kurde, très attachée à ses coutumes. Elle a été rebaptisée Nevruz par les Turcs, tandis que les Kurdes l’appellent Newroz.
Les autorités turques ont longtemps interdit, voire sévèrement réprimé, la célébration de Norouz. Cependant, les Kurdes ont toujours continué à affirmer leur identité à travers cette fête. Ce n’est que depuis 1990 et en certains endroits uniquement, que le gouvernement autorise des festivités kurdes, où toute revendication politique est interdite.
Pour les Turcs, les coutumes sont très proches de ce qui se fait dans les autres pays : grand ménage et préparation de plats qui seront partagés au cours des nombreuses visites entre proches. Le deuxième jour est consacré aux morts : les gens se rendent au cimetière afin de se recueillir sur les tombes. Chants et musique accompagnent ce rendez-vous. Le soir, de grandes fêtes sont organisées entre familles et voisins.
Il existe des variantes selon les endroits. Dans la région de Kars par exemple, un enfant doit aller chercher de l’eau sans jamais se retourner, ni parler. Une fois le seau rempli, chaque personne jette dans l’eau un fil de couleur et une aiguille le représentant. La croyance veut que les deux personnes dont les fils se mêlent se marieront dans l’année.
À Dêrsim Tunceli, les hommes se maquillent le front en noir et se rendent au bord de l’eau pour prier et faire des vœux.

## Reconnaissance par l'ONU
Norouz a été reconnue le 23 février 2010, comme la « Journée internationale du Norouz » par l'Assemblée générale de l'ONU.
Le projet de résolution de la Journée internationale de Norouz a été adopté à l'unanimité, donnant une reconnaissance à cette fête d'origine iranienne comme une journée internationale. (L'appellation « Journée internationale de Norouz pour la Culture de la Paix » semble parfois employée mais ne se retrouve dans aucun document officiel.)
Dans le cadre d'une initiative commune, la république d'Azerbaïdjan, l'Afghanistan, le Tadjikistan, la Turquie, le Turkménistan, le Kazakhstan, le Kirghizistan et l'Iran, avaient rédigé conjointement cette résolution. Projet initial de la résolution a été signé, le 23 novembre 2009, au siège de l'ONU, à New York, par les ambassadeurs de ces pays.
Ce projet expliquait que Norouz symbolise une unité culturelle basée sur des traditions vieilles de plus de trois millénaires, célébrées par plus de 300 millions de personnes dans le monde, dans une vaste aire géographique allant du Moyen-Orient à l'Asie centrale, en passant par le Caucase, les pays riverains de la mer Noire et les Balkans.
Norouz avait déjà été inscrit le 30 septembre 2009 sur la liste représentative du patrimoine culturel immatériel de l'humanité par l'UNESCO.

## Galerie

7 Sin NowRoz
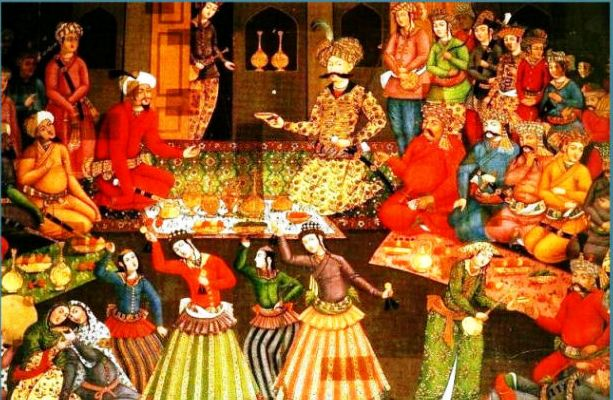
Shah-Abbas
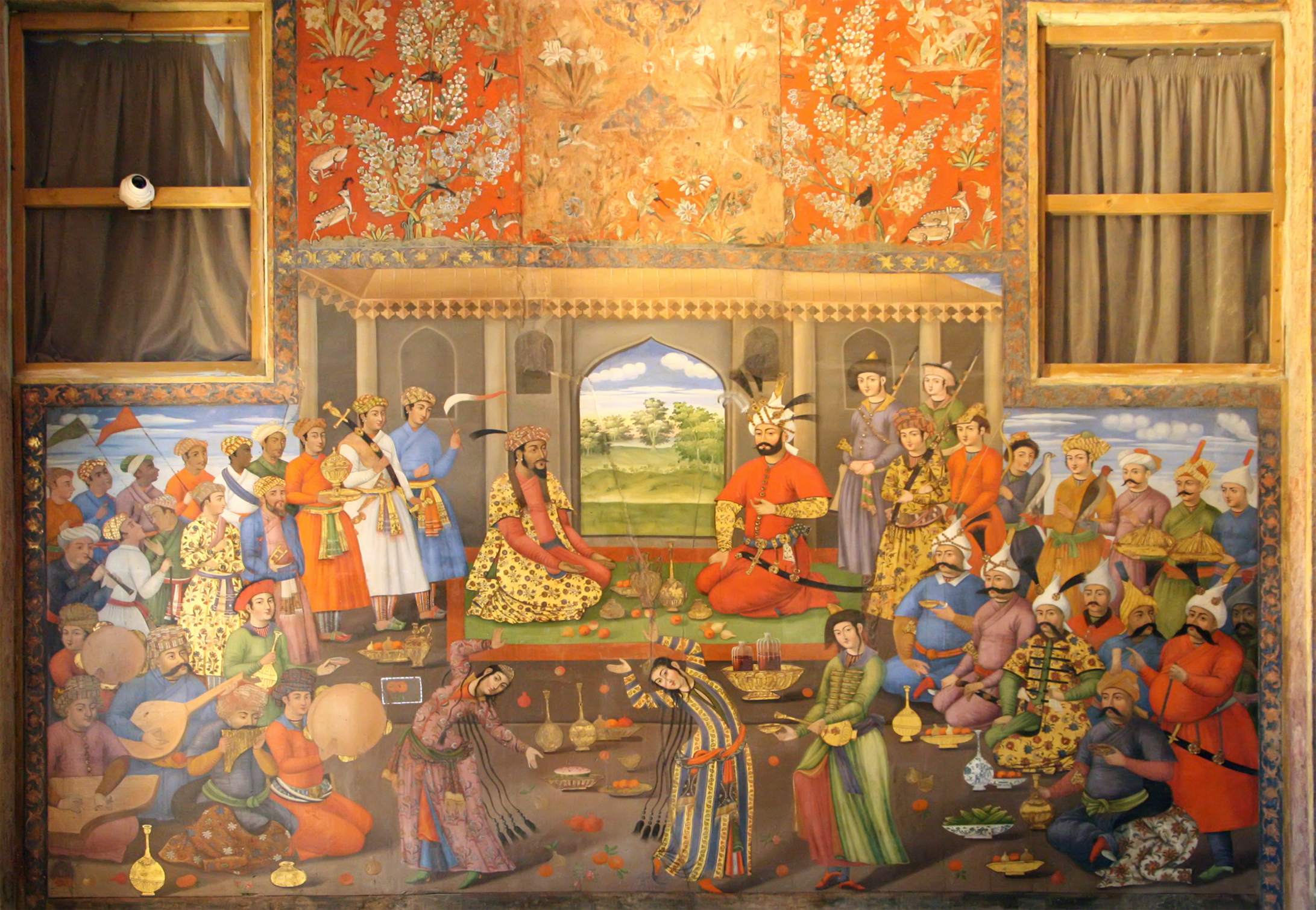
Nowrooz
Nowruz 2021 in Iran
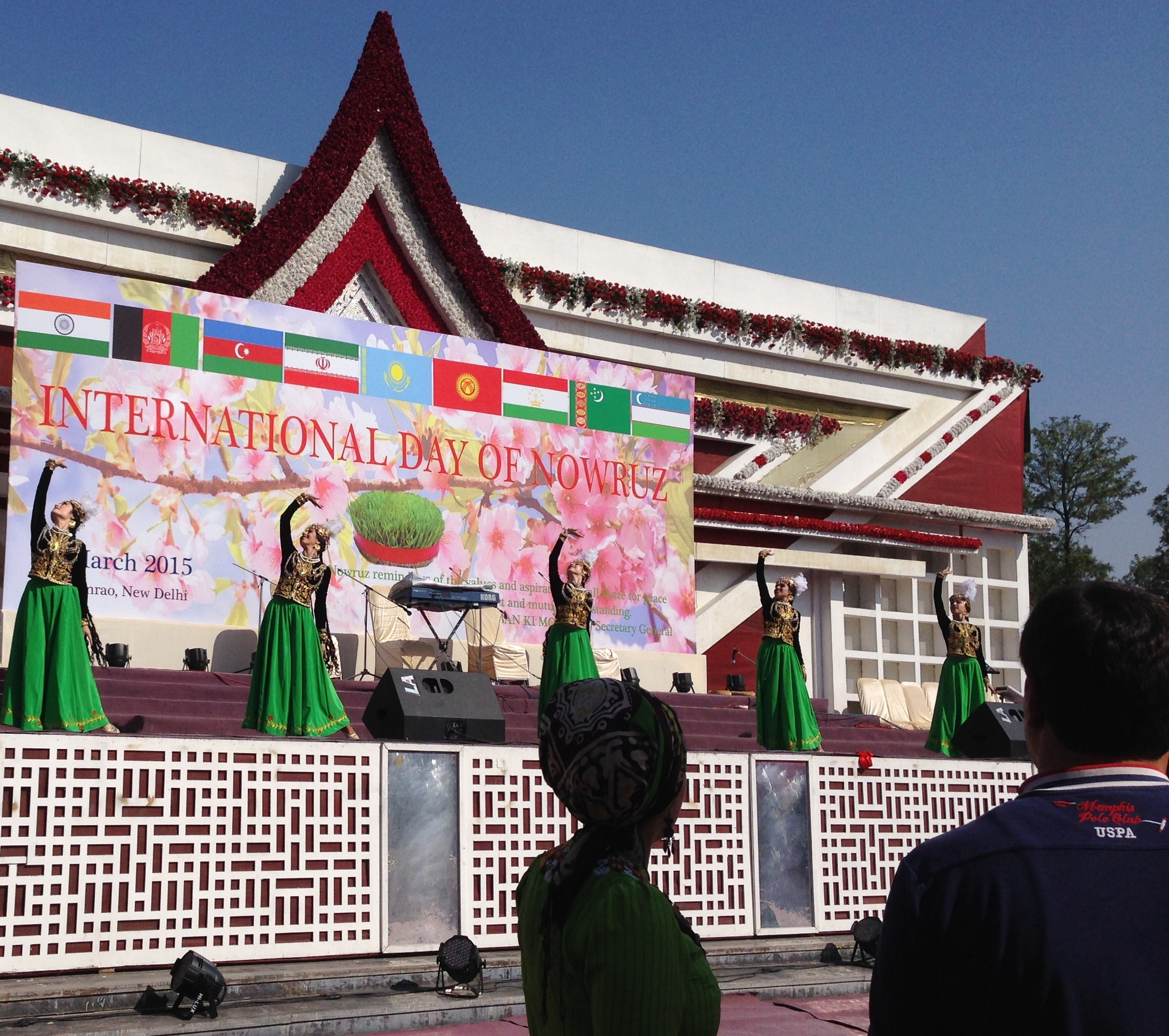
Navrouz 2015
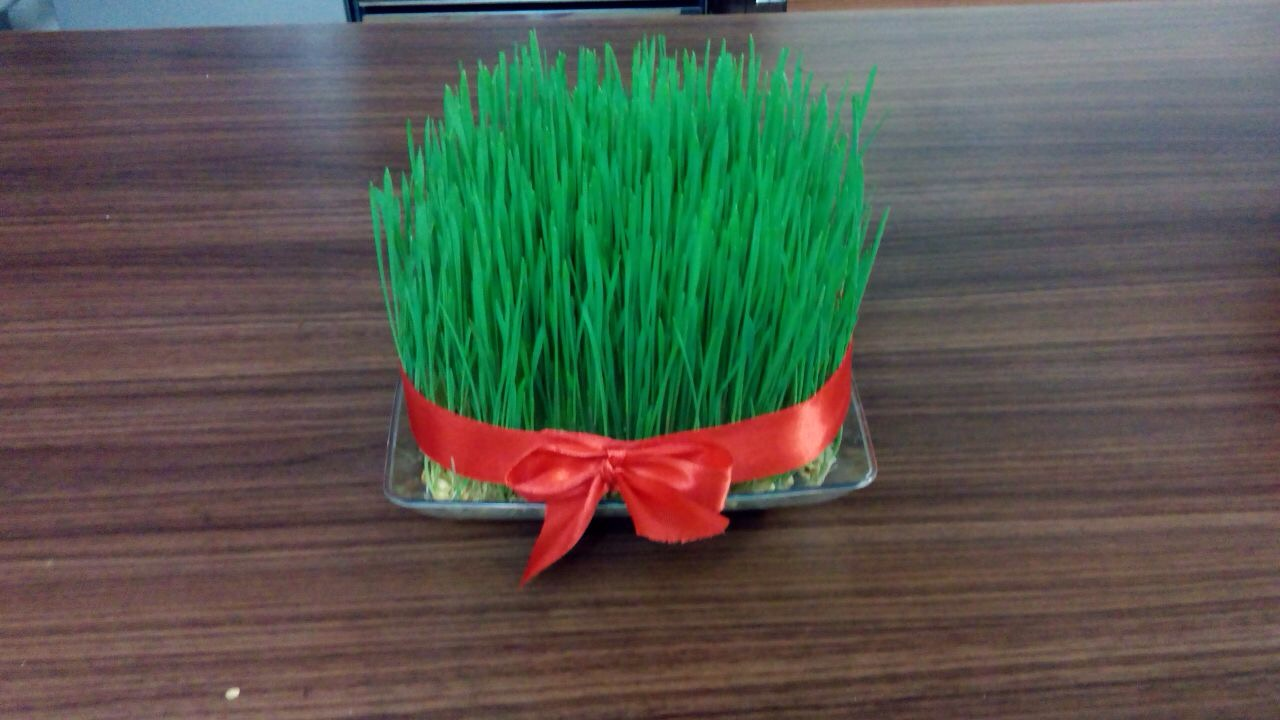
Sabzeh
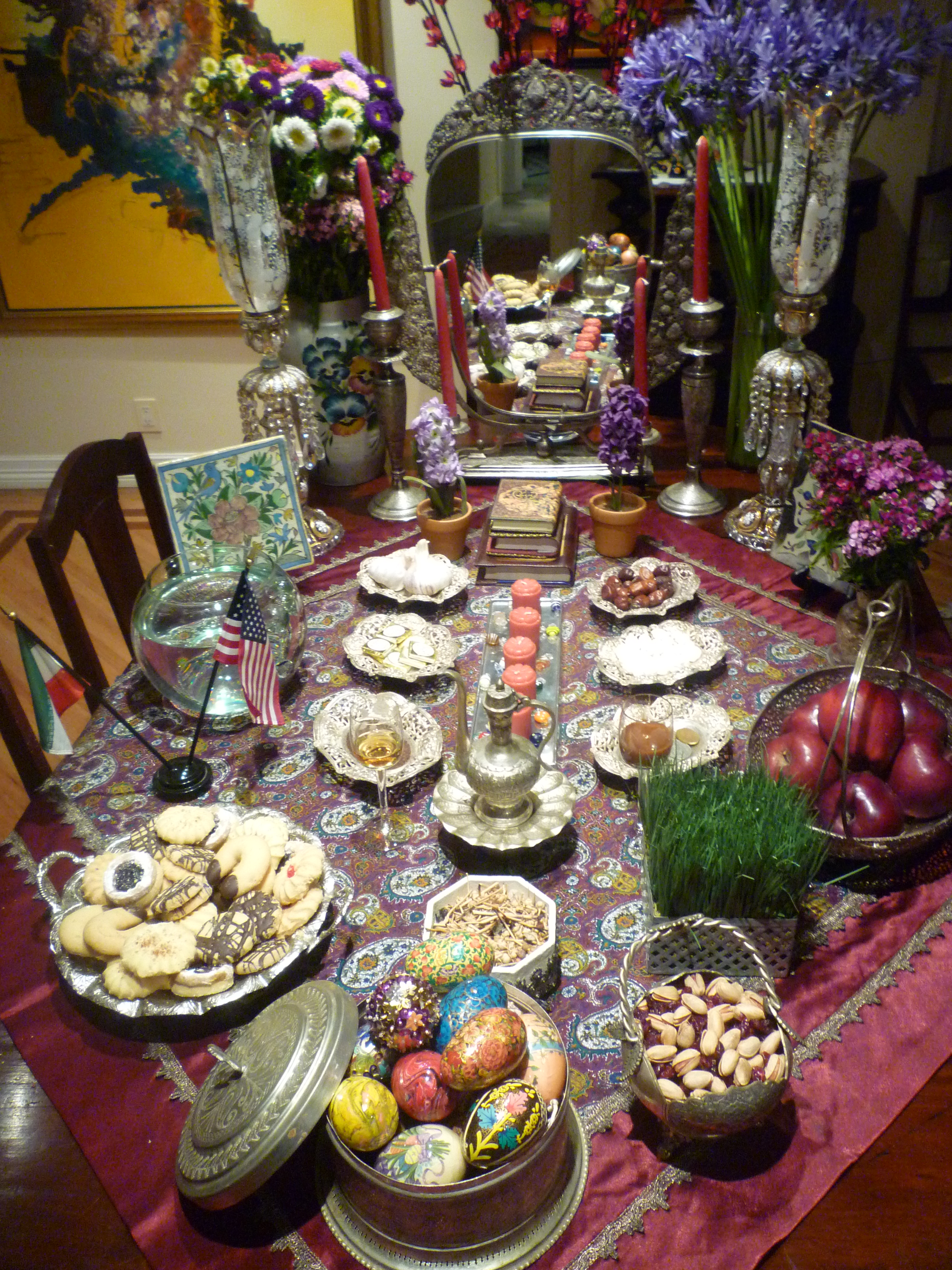
7 items
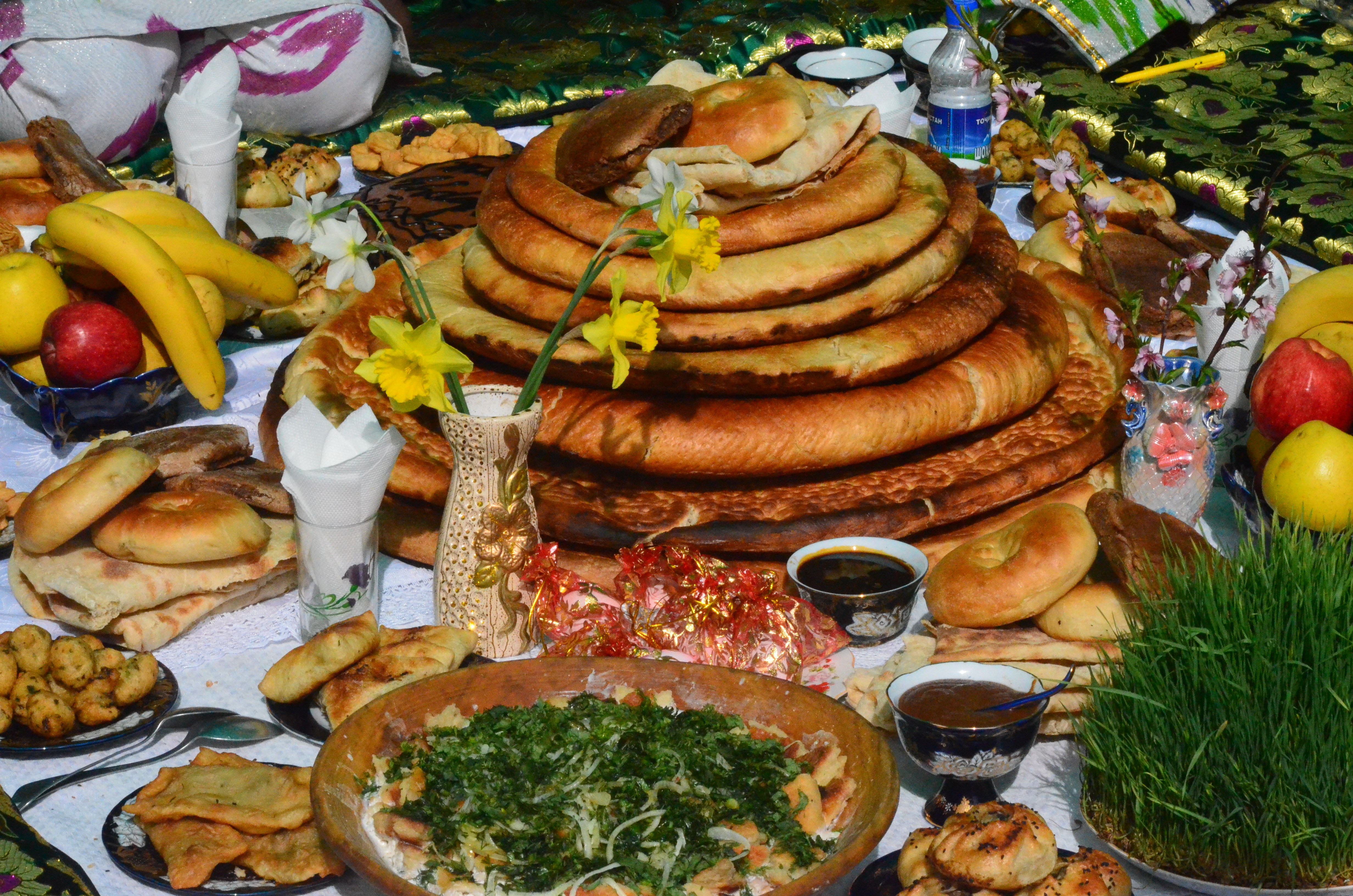
Nowrouz table
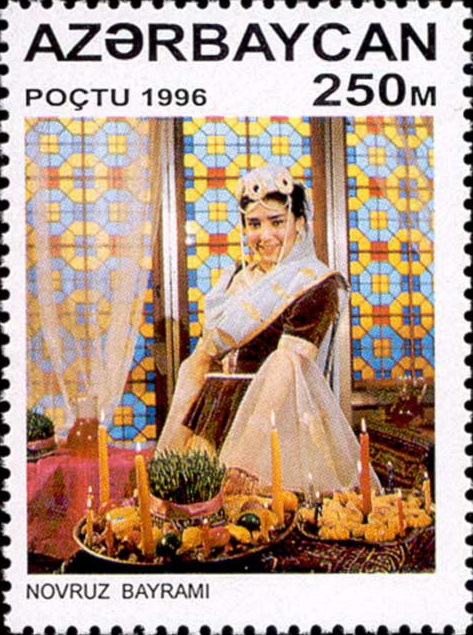
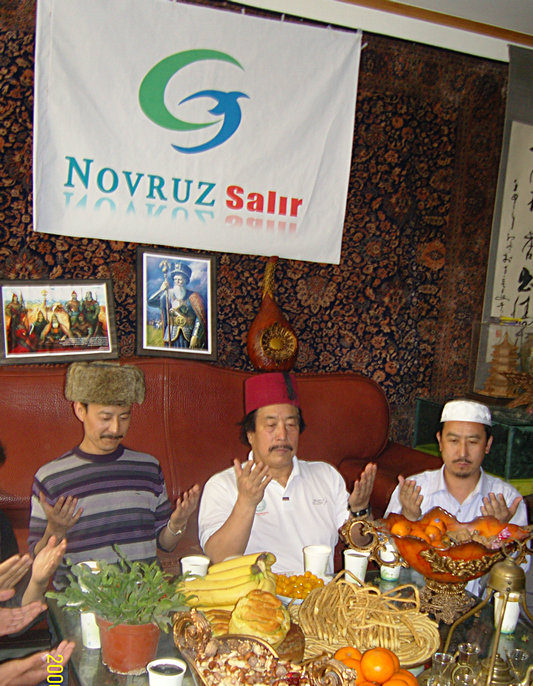
China